# Deep Rock Galactic
Deep Rock Galactic est un jeu vidéo coopératif de tir à la première personne développé par le studio indépendant danois Ghost Ship Games et édité par Coffee Stain Publishing. Après environ deux ans d'accès anticipé, il est sorti en mai 2020 sur Steam, Microsoft Windows et Xbox One,,,, puis sorti sur PlayStation 4 et 5 le 1er janvier 2022.

## Système de jeu
Deep Rock Galactic est un jeu vidéo de tir à la première personne coopératif pour 4 joueurs où les joueurs travaillent ensemble tout en explorant les systèmes de grottes générés de manière procédurale.
Les joueurs jouent le rôle de quatre nains spatiaux affectés à diverses missions, qui comprennent de nombreuses missions telles que l'extraction de minéraux spécifiques, le vol d'œufs extraterrestres, l'élimination de cibles ou la récupération d'équipements perdus. Il est possible de remplir un objectif secondaire (généralement la collecte d'autres matériaux ou objets) pour recevoir des crédits supplémentaires, qui sont utilisés pour améliorer les armes et les capacités des classes des joueurs, et des points d'expérience, qui augmentent le niveau des joueurs.
Le jeu se déroule dans des grottes sombres sur Hoxxes IV, une planète dangereuse pleine de minéraux, de biomes et d'insectes. Les biomes sont le lieu des missions et vont des mines de sel galactiques aux tunnels radioactifs,. Les principaux antagonistes sont des extraterrestres arachnides appelés Glyphides,.

## Classes

### Ingénieur
L'ingénieur est un des quatre nains jouables dans le jeu. Il est spécialisé dans le contrôle de zone avec ses tourelles et peut donner accès à des endroits hors de portée avec son lanceur de plateformes, tout en combattant avec son fusil à pompe et son lance grenade.
En tant qu'ingénieur, votre travail consiste à aider vos alliés en leur fournissant un sol stable à l'aide de votre lanceur de plateformes et de faciliter le combat avec votre tourelle automatique LMG, votre fusil à pompe "Warthog" Auto 210 , et votre lance grenades LGP 40mm DeepCore. Posez vos tourelles sur des positions défensives autour de votre équipe, et employez vos plateformes pour faciliter les déplacements de votre équipe pendant les missions. Faites équipe avec le scout pour accéder aux ressources hors de portée, ou travaillez avec le foreur pour modifier le champ de bataille à votre avantage.
L'ingénieur a le choix entre trois grenades : le L.E.U.R.R.E., qui crée un appât holographique distrayant les ennemis ; l'éclateur plasma qui crée une série d'explosions énergétiques ; et la mine de proximité, qui explosera (sans abimer le terrain) quand un ennemi de taille suffisante est à portée.
Bien que ces capacités de soutien soient ses principaux atouts, l'ingénieur a accès à des armes tout à fait capables : son fusil à pompe peut tuer la plupart des glyphides de taille moyenne avec un tir dans le point faible, y compris dans les difficultés supérieures avec les bonnes améliorations, et son lance-grenades peut infliger d'énormes dégâts à un groupe d'ennemis. Le découpeur plasma (une arme déblocable), est capable de tailler à travers les cibles larges telles que les prétoriens et de les tuer en deux coups seulement.
Toutefois, les défauts de l'ingénieur incluent sa mobilité, plus faible par rapport aux autres classes, car l'usage du lance-plateformes pour le franchissement de tranchées ou de falaises consommera ses munitions très vite. Les missions nécessitant des déplacements constants sont particulièrement dures pour lui car il doit constamment replacer ses tourelles. Enfin, ses armes ont une courte portée, et la précision se perd très vite sur les cibles éloignées.
Jouer l'ingénieur demande une compréhension du terrain et une connaissance des mécaniques du jeu. Soyez attentifs à vos coéquipiers et à leur cris, ils peuvent avoir besoin de vos plateformes quelque part.

### Foreur
Le foreur est un des quatre nains jouable dans le jeu. Comme l'indique son nom, il s'occupe de tout ce qui implique de creuser, pouvant creuser tous les terrains avec ses deux foreuses motorisées. C'est un expert dans le contrôle des foules, avec des armes spécialisées pour les groupes d'ennemis.
En tant que foreur, votre travail consiste à créer des escaliers, des chemins et à dégager les obstacles qui gênent votre équipe avec vos foreuses en titane. Vous êtes équipé pour maîtriser de larges groupes d'ennemis avec votre lance-flammes CRSPR, qui incinérera lentement vos opposants, et tuera instantanément les créatures les plus faibles. Bien que le lance-flammes soit votre priorité, vous êtes équipé d'un pistolet Subata 120 comme arme de poing, et des charges explosives pour s'occuper du terrain ou des insectes les plus imposants.
Le foreur a trois grenades disponibles : les haches de choc, qui sont lancées et infligent de très importants dégâts aux ennemis ; les grenades HE, qui fonctionnent comme des grenades à fragmentation ; et les bombonnes de neurotoxines, qui diffusent un nuage de gaz toxique uniquement pour les insectes, et qui explose si enflammé.
Avec ses foreuses puissantes et son C4 destructeur, le foreur est capable de se déplacer à travers la roche comme un poisson dans l'eau. Il n'est pas rare de voir les foreurs adapter le terrain à leurs envies, en mission de récupération par exemple, ou le gain d'un peu d'espace autour de la liaison ou des piles à combustible. Pendant les phases d'extraction, un foreur pourra aussi créer des tunnels directs vers la capsule d'extraction, ce qui est souvent plus rapide et plus sûr que de suivre la M.U.L.E..
Bien que le foreur puisse utiliser ses foreuses pour le combat, il est souvent plus simple pour lui d'utiliser ses armes dédiées. Le lance-flammes offre un très bon contrôle de foule, capable de traverser l'armure et ses cibles pour infliger beaucoup de dégâts rapidement. Les ennemis pris dans les flammes souffrent de brûlures qui infligent des dégâts sur la durée, et les flammes qui touchent le terrain deviennent des "flammes collantes" qui restent derrière et brûlent les adversaires qui passent dedans. Son lance-flammes a un bonus de dégâts contre les macteras dans tous les biomes, et les glyphides dans les strates glaciaires.
Les armes déblocables du foreur sont uniques dans leur genre : le cryo canon fait moins de dégâts directs que le lance-flammes, mais sa capacité à congeler les insectes (avec une exposition suffisante) permet de leur infliger des dégâts massifs et plus encore de les immobiliser, ce qui en fait des cibles de choix. Le chargeur plasma expérimental est un pistolet unique qui peut tirer par courtes salves, ou bien être chargé pour envoyer une boule d'énergie trois fois plus puissante. Avec les bonnes améliorations, cette arme peut servir au minage, ou bien faire du contrôle de zone, ce qui lui donne un fort potentiel caché.
Malgré tout ses avantages, le foreur à quelques défauts majeurs. Ses foreuse sont sujettes à la surchauffe si employées trop longuement et consomment une quantité importante de carburant. Ils ne peuvent pas non plus forer les minéraux, ce qui nécessite de les miner normalement à la pioche. Le lance-flammes est excellent pour les groupes d'ennemis mais a du mal sur les insectes massifs à cause de ses dégâts de base médiocres (prétoriens ou cuirassés par exemple). Enfin, la charge explosive peut abattre les autres nains, ou le foreur lui-même, si employée trop près d'eux.

### Scout
Le Scout est un des quatre nains jouables dans le jeu. Il est équipé d'un fusil d'assaut 'GK2 DeepCore', d'un fusil à canon scié trafiqué, d'un pistolet grappin réutilisable et d'un lanceur de fusée éclairantes.
Le scout possède la plus grande mobilité du jeu, grâce à son pistolet grappin réutilisable, et est la seule classe capable de poser des fusées éclairantes à l'aide de son fusil lance fusées au plafond ou sur les murs, pour éclairer de bien plus grandes zones que les torches ne le peuvent. Le scout est aussi équipé d'un fusil d’assaut et d'un fusil à canon scié pour les combats de proximité ou a longue distance.
Le scout a le choix entre trois grenades différentes : les Générateurs de Champ Inhibiteurs (GCI) qui ralentit les ennemis, réduit leurs dégâts et les rends vulnérables ; la cryo grenade qui refroidit fortement une zone et gèle la plupart des ennemis instantanément ; et la capsule de phéromones qui recouvre tous les ennemis à portée de phéromones, en faisant des cibles pour leur congénères.
Avec son excellente mobilité et sa capacité à éclairer les grottes, le scout est la classe idéale pour explorer les grands réseaux de grottes avec de larges espaces ouverts. Les scouts sont censés être en première ligne, posant des fusées et éliminant les dangers environnementaux ou marquant les points d'intérêt pour les autres. Il offre une très bonne synergie avec l'ingénieur, qui pourra placer des plateformes sur les ressources accessibles uniquement au grappin.
Son potentiel de dégâts n'est peut être pas le plus haut, mais son fusil à canon scié inflige une quantité de dégâts astronomique à courte portée, pouvant souvent éliminer un prétorien glyphide en deux coups ; tandis que son fusil d’assaut inflige des dégâts appréciables et constants à moyenne portée. Avec ses armes déblocables, il accède à un fusil de précision, le M1000 classique et une paire de pistolets mitrailleurs, les Zhukovs NUK17. Ces armes changent le mode de jeu du scout drastiquement ; en particulier le M1000, qui offre la plus grande portée parmi les armes du jeu.
La portée du scout est relativement limitée. A l'exception du M1000, toutes ses armes sont plus efficaces à courte ou moyenne portée. Les cibles distantes telles que les cracheurs d'acide ou les menaces peuvent être problématiques, lui demandant d'engager le combat à l'aide de son grappin (ce qui n'est pas sans risques) ou de se mettre à couvert. Le scout est aussi relativement vulnérable face à de grands groupes d'ennemis, car ses armes ne sont pas adaptées pour de multiples cibles et ses grenades ne font pas dégâts directs. Il aura du mal lors des hordes, puisque le nombre de glyphides présents pourra facilement dépasser sa capacité de défense. En conséquence, s'occuper de cibles clés est souvent son meilleur choix.

### Soldat
Le soldat est un des quatre nains jouables dans le jeu. Il est équipé du mingun alimenté "Lead Storm", du revolver lourd "Bulldog", d'un fusil à tyroliennes et d'un générateur de boucliers.
La tyrolienne du soldat permet à l'équipe entière de se déplacer sur de longues distances sans toucher le sol, y compris de changer de direction pendant son emploi, ce qui en fait un outil très efficace pour franchir de larges crevasses et grandes cavernes sans encombre.
En tant que soldat, vous représentez la puissance de feu de l'équipe. Vous êtes équipés d'un minigun lourd, capable de faire de lourds dégâts avec son flots de balles ininterrompu, tandis que votre arme secondaire, le revolver lourd "Bulldog" offre des tirs puissants avec une précision et une moyenne à longue portée. Pour explorer les profondeurs, vous avez un fusil à tyroliennes, qui lance des filins renforcés d'acier au-dessus de n'importe quelle crevasse ou puits. Enfin, vous pouvez poser votre générateur de bouclier, ce qui permet de vous protéger, vous et votre équipe, pendant que vous expliquez aux monstres qui commande.
Le soldat peut choisir entre trois types de grenades : la grenade collante qui reste accrochée aux surfaces (ou aux ennemis) pour plus de précision, la grenade incendiaire qui transforme une zone en fournaise et la grenade en grappe qui projette de plus petites bombes tout autour d'elle.
Comme on pourrait s'y attendre, les armes du soldat ont le plus de potentiel de dégâts entre toutes les classes. La pluie de balles du minigun est plus que capable de réduire n'importe quel glyphide en purée en quelques secondes. Son arme de poing, le revolver Bulldog, demande une bonne précision, mais inflige des dégâts monstrueux sur les points faibles de glyphides. Les armes déblocables on également du potentiel : Le canon automatique est lent, mais il tire des projectiles explosifs et ne surchauffe pas, ce qui le rends très efficace sur les hordes d'ennemis. Le BRT7 tire en courtes rafales, précises de loin, et très douloureuses pour la pauvre créature dans la ligne de mire.
Le soldat a également de bonnes capacités de soutien. Le fusil à tyroliennes permet à l'équipe de franchir de grands dénivelés, et facilite le déplacement des objets lourds (particulièrement utile point d'extraction) et son bouclier offre une quasi invulnérabilité aux nains présents à l'intérieur, bloquant les projectiles ennemis et gardant la plupart d’entre eux à l'extérieur, de plus, il recharge rapidement les boucliers personnels. Pour les missions d'élimination, la présence d'un soldat pourra rapidement venir à bout de la grande quantité de vie d'un cuirassé.
Le soldat a toutefois des faiblesses : le minigun peut surchauffer si le tir continu dure trop longtemps, l'enrayant quand la température maximale est atteinte. Il doit alors se rabattre sur son arme secondaire, ou sa pioche pour continuer le combat. De plus, le nombre de charges limitées sur ses outils de soutient, et leur temps de recharge signifie qu'il devra choisir soigneusement les moments où il s'en sert.

## Accueil
La version Early Access de Deep Rock Galactic a été bien accueillie par les critiques, qui ont salué l'atmosphère du jeu et les niveaux difficiles. Plusieurs critiques ont comparé des parties de l'expérience de Deep Rock Galactic à Minecraft et Left 4 Dead,. La version complète du jeu est sortie le 13 mai 2020.